# Henri Menuau
Henri Menuau, dit Menuau de Villeneuve, né le 19 mars 1748 à Saint-Maixent (Deux-Sèvres), mort le 22 décembre 1812 à Niort, est un homme politique de la Révolution française.

## Biographie
Fils de François Menuau et d'Élisabeth Lamoureux, Henri Menuau commence sa carrière comme avocat. 

### Mandat à la Législative
La France devient une monarchie constitutionnelle en application de la constitution du 3 septembre 1791. 
Le même mois, Henri Menuau, alors juge au tribunal du district de Vihiers, est élu député du département du Maine-et-Loire, le dixième sur onze, à l'Assemblée nationale législative. En avril 1792, il vote pour que les soldats du régiment de Châteauvieux, qui s'étaient mutinés lors de l'affaire de Nancy, soient admis aux honneurs de la séance. En août, il vote en faveur de la mise en accusation du marquis de La Fayette.

### Mandat à la Convention
La monarchie prend fin à l'issue de la journée du 10 août 1792 : les bataillons de fédérés bretons et marseillais et les insurgés des faubourgs de Paris prennent le palais des Tuileries. Louis XVI est destitué et incarcéré à la tour du Temple avec sa famille. 
En septembre de la même année, Henri Menuau est élu député suppléant du Maine-et-Loire, le deuxième sur quatre, à la Convention nationale. Il est admis à siéger en septembre 1793 après la démission de Jean-Baptiste Leclerc.
Il est envoyé en mission dans l'Ouest en 1794. De retour à Paris, il demande au nom du comité de secours publics, dont il est membre, l'octroi d'indemnités aux patriotes des départements exposés aux invasions ennemies.

### Sous le Directoire
Après la ratification de la constitution de l'an III, il est élu le 4 brumaire an IV, par 223 voix sur 303 votants, au Conseil des Anciens, où il ne se distingue guère. Secrétaire en l'an VI, il quitte cette assemblée le 26 prairial de la même année pour occuper le poste de substitut du commissaire du pouvoir exécutif à l'administration des postes de Bordeaux.